# Stanford Nunatak
Stanford Nunatak är en nunatak i Antarktis. Den ligger i Västantarktis. Inget land gör anspråk på området. Toppen på Stanford Nunatak är 1 203 meter över havet.
Terrängen runt Stanford Nunatak är platt åt nordost, men åt sydväst är den kuperad. Trakten är obefolkad. Det finns inga samhällen i närheten. 